# Výsadkář

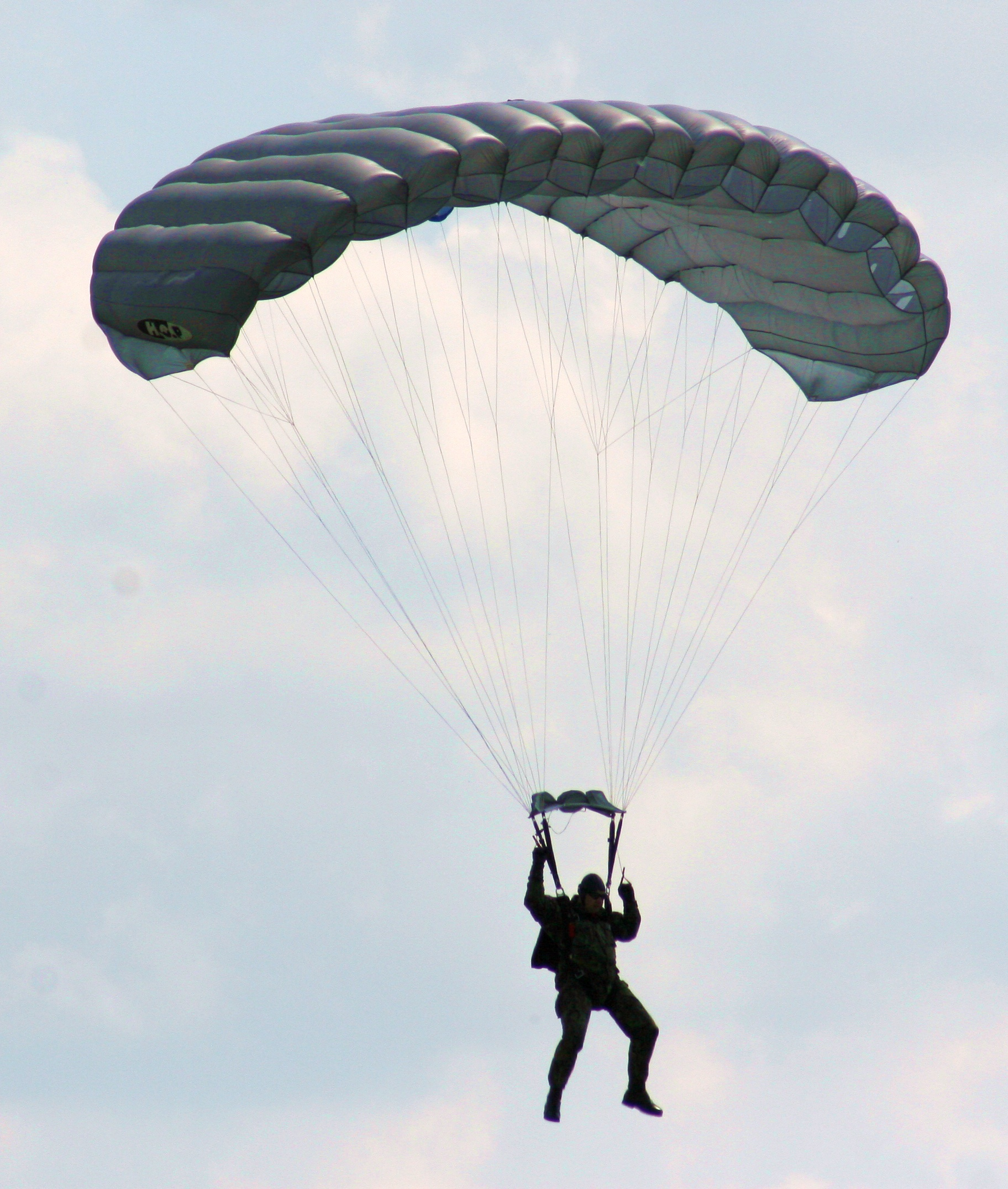
Výsadkář české armády

Výsadkář je vojenský parašutista, člověk vycvičený k seskoku padákem do vojenské operace a obvykle funguje jako součást vzdušných sil. Vojenští parašutisté (vojáci) a padáky byly poprvé použity ve velkém měřítku během druhé světové války k distribuci a přepravě vojsk. Výsadkáři se často používají při překvapivých útocích, aby využili strategické cíle, jako jsou letiště nebo mosty.
Výsadkář musí čelit smrtelnému nebezpečí a mnoha dalším rizikům. Často jsou na nepřátelském území zajati nepřítelem, vyslýcháni, týráni nebo i popraveni. S těmito zajatci se často jedná mimo Ženevské konvence. Dalším rizikem je zranění nebo ztráta orientace při výsadku. Mnoho výsadkářů tak bylo pohřešováno, neboť nebyli schopni v nepřátelském území nalézt cestu ke svým spojencům.
První velká operace výsadkových vojsk byl výsadek na Krétě roku 1941, při kterém se německým výsadkovým jednotkám povedlo obsadit ostrov a zajmout mnoho spojeneckých vojáků Velké Británie, Řecka, Austrálie a Nového Zélandu. Další velká výsadková operace se uskutečnila roku 1944 ve Francii, které se zúčastnili američtí, britští a další spojenečtí výsadkáři včetně jednotek exilových vlád Československa a Polska. Tato operace zabezpečila postup Spojenců do Francie. Za další významnou operaci lze považovat výsadek francouzských posil v bitvě u Dien Bien Phu, kde bojovala francouzská koloniální správa Indočíny proti příslušníkům Viet Minhu.

## Historie českého výsadkářství
V československé armádě byl od roku 1923 používán seskok padákem jako záchranný prvek pilotů. Základy výsadkového vojska československé armády vznikly během druhé světové války u našich zahraničních jednotek ve Velké Británii a Sovětském svazu.

### Naši výsadkáři ve Velké Británii
Více než 600 československých vojáků prošlo výsadkovým výcvikem ve Velké Británii. Celkem 88 výsadkářů bylo vysláno do okupované vlasti, více než polovina z nich zahynula a deset skončilo v zajetí. Výsadkáři průměrně operovali na nepřátelském území osm měsíců, než byli zatčeni. Největší ztráty byly v letech 1942 a 1943.
Výsadkáři plnili zpravodajské, organizační, kurýrní a diverzní služby. Zajišťovali spojení mezi domácím a zahraničním odbojem, pomáhali odbojářům v jejich činnosti a připravovali povstání proti okupantům.
Nejvýznamnější akcí byl atentát na zastupujícího říšského protektora Reinharda Heydricha 27. května 1942. Provedli jej výsadkáři, kteří byli připraveni ve Velké Británii a vysazeni na naše území. Tento atentát se stal jedním z nejvýznamnějších činů našeho odboje během druhé světové války.

### Naši výsadkáři v Sovětském svazu
Ve stejné době probíhaly také první výsadky ze Sovětského svazu do okupovaného Československa. Měly stejné poslání jako z výsadky z Británie, tedy organizační, zpravodajské, sabotážně-diverzní a spojovací. Tyto výsadky byly organizovány několika sovětskými institucemi, které zároveň sledovaly i vlastní cíle pro uspořádání Československa po skončení války.
V roce 1941 byly provedeny čtyři výsadkové operace, které však skončily neúspěšně. V roce 1944 bylo na východní Slovensko vysazeno deset parašutistů, kterým se podařilo navázat styk s povstaleckou armádou. Více výsadků na Slovensko a do českých zemí probíhalo od září 1944 do dubna 1945. Mimo jiné měly za úkol vyhledávat konfidenty a zrádce, získávání spolupracovníky a sledovat válečné operace osvobozeneckých armád.

### Vytvoření výsadkového vojska ČA
Hlavní štáb a Velitelství letectva Československé armády začalo vytvářet výsadkové jednotky již v srpnu 1945. Hlavním úkolem bylo rozhodnout, zda výsadkové vojsko bude tvořeno malými skupinami typu commandos, určenými převážně k průzkumu, diverzním a sabotážním úkolům. Nebo vytvořit větší jednotky, které budou schopné plnit takticko-operační úkoly.
V lednu 1946 bylo zřízeno Ústřední výcvikové středisko pro jednotky vzdušné pěchoty, které se měly stát výsadkovými jednotkami letectva.
Koncepční spor o výsadkové vojsko byl vyřešen v únoru 1947, kdy padlo rozhodnutí, že výsadkové vojsko bude malé a připravené na diverzně-sabotážní výsadky. Skupina výsadkových jednotek při velitelství pěchoty zahájila svou činnost v květnu 1947 a výsadkový prapor byl zřízen 1. října 1947.

### Současnost našeho výsadkového vojska
V současnosti je součástí Pozemních sil Armády České republiky 43. výsadkový pluk. Je to výsadkový útvar typu komando, který je schopný provádět úderné operace se zvýšenou ofenzivní silou oproti klasickým výsadkovým jednotkám. Pluk vznikl 1. října 2020 v posádce Chrudim jako třetí manévrový prvek AČR vedle stávající 4. brigády rychlého nasazení a 7. mechanizované brigády. Má představovat sílu okamžité reakce na nové hrozby doma i ve světě.
Výsadkový pluk dosáhl počátečních operačních schopností v říjnu 2020. Dosažení plných operačních schopností je naplánováno na leden 2026. Útvar má disponovat více než 1200 vojáky a novou výzbrojí, například stovkou lehkých bojových vozidel, ručními zbraněmi či malými bezpilotními letouny.

## Historie mezinárodního výsadkářství

### První seskoky
První seskoky padákem byly provedeny v roce 1911. Jejich účelem byla záchrana pilotů při leteckých katastrofách. Další ojedinělé pokusy seskoku padákem byly provedeny v letech 1914 až 1918 během první světové války, kdy byli výsadkáři vysazování na území ovládané nepřítelem.
Skutečný rozvoj výsadkových jednotek nastal až ve třicátých letech především v Německu a Sovětském svazu. Během druhé světové války v letech 1939 až 1945 byly prováděny seskoky z kluzáků především v armádách Velké Británie, USA, Francie a Japonska. Výsadkové jednotky výrazně ovlivnily průběh válečných operací a vybudovaly si tak vojenskou prestiž.

### Francie

#### Výsadkové síly Francie
Constant "Marin" Duclos byl prvním francouzským vojákem, který provedl seskok padákem 17. listopadu 1915. Bez problémů provedl 23 testovacích a výstavních padákových seskoků, aby propagoval systém a překonal předsudky, které letci pro takové záchranné vybavení měli.
V roce 1935 vytvořil kapitán Geille francouzského letectva školy výsadkářů Avignon-Pujaut poté, co absolvoval výcvik v Moskvě na sovětské výsadkové akademii. Z toho francouzská armáda vytvořila dvě bojové jednotky zvané Groupes d’Infanterie de l’Air.
Po bitvě o Francii generál Charles de Gaulle vytvořil v září 1940 1re Compagnie d’Infanterie de l’Air z členů svobodných francouzských sil, kteří uprchli do Británie. V říjnu 1941 byla transformována na Compagnie de Chasseurs Parachutistes. V červnu 1942 bojovaly tyto jednotky na Krétě a v Kyrenajce po boku britského 1. pluku SAS. V rámci brigády SAS byly kromě dalších francouzských výsadkových jednotek vytvořeny také dvě nezávislé francouzské jednotky SAS. Fungovaly až do roku 1945.

### Argentina

#### Vojenská výstava
V roce 1944 se Argentina stala první zemí na kontinentu Jižní Ameriky, která začala používat výsadkáře. Prvním parašutistům byly vydány skokové přilby podobné těm, které v té době používali Britové, s dalším vybavením založeným na Fallschirmjäger. 4. výsadková brigáda (4 Brigada Paracaidista) je jednotka argentinské armády specializovaná na výsadkové útočné operace. Sídlí v Córdobě v provincii Córdoba. Síly rychlého nasazení (FDR) jsou založeny na této jednotce. Členové jednotky nosí Boina Rojas parašutistů s jednotkovými odznaky. Od roku 2009 se skládá z:
- 4. velitelství výsadkových brigád (Córdoba)
- 2. výsadkový pluk „General Balcarce“ (Córdoba)
- 14. výsadkový pluk (Córdoba)
- 4. výsadkářská dělostřelecká skupina (Córdoba)
- 4. výsadkářská jízdní skautská eskadra (Córdoba)
- 4. výsadkářská inženýrská společnost (Córdoba)
- 4. výsadkářská signální společnost (Córdoba)
- 4. výsadková společnost podpory (Córdoba)
- Logistická a podpůrná základna "Córdoba" (Córdoba)

### Austrálie

#### Výsadkové síly Austrálie
Vzdušné síly Austrálie zahrnovaly malý počet jednotek konvenčních a speciálních sil. Během druhé světové války vytvořila australská armáda 1. výsadkový prapor; akce však nebyla vidět. V poválečném období byla schopnost australského padáku primárně udržována jednotkami speciálních sil. V 70. a 80. letech byla obnovena schopnost pěchoty s padákem, zatímco skupina výsadkového praporu založená na 3. praporu Královského australského pluku (3 RAR) byla založena v roce 1983. Po reorganizaci se však 3 RAR v roce 2011 vzdala role padáku a tato schopnost je nyní udržována jednotkami velení zvláštních operací.